# Schlacht an der Bolia
In der Schlacht an der Bolia besiegten die pannonischen Ostgoten im Jahre 469 eine germanische Koalition aus Donausueben, Skiren, Rugiern, Herulern und Gepiden sowie den mit ihnen verbündeten Sarmaten an der mittleren Donau. Dadurch erreichten sie eine Vormachtstellung in der Region, zogen jedoch wenig später Richtung Balkan ab.

## Vorgeschichte
In der Schlacht am Nedao im Jahre 454 (vielleicht auch 455) befreiten sich die germanischen Völker unter dem Gepidenkönig Ardarich im Gebiet der mittleren Donau von der Hunnenherrschaft. Die Ostgoten hatten während der Schlacht noch auf der Seite der Hunnen gestanden, erhielten aber ebenfalls ihre Freiheit. Teile der Ostgoten siedelten sich unter den Königen Valamir, Thiudimir und Vidimir in Pannonien an. Diese pannonischen Ostgoten kämpften in den Folgejahren gegen Restaurationsversuche der Hunnen sowie andere Barbaren, die sich am Nedao ebenfalls aus hunnischer Herrschaft befreit hatten. Noch im Jahr 468 wehrte König Valamir einen hunnischen Angriff unter der Führung Dengizichs ab. Damals zog der Suebenkönig Hunimund, dessen Reich im Norden an das der Ostgoten angrenzte, auf einem Plünderungszug nach Dalmatien durchs Land der Goten und raubte dabei offenbar deren Viehherden. König Thiudimir stellte die Sueben am Plattensee und nahm Hunimund gefangen. Er ließ ihn jedoch wieder frei, nachdem dieser sich zu seinem Waffensohn bekannt hatte. Wenig später, noch 468 oder Anfang 469 fielen Skiren von der Theiß ins Land der Goten ein. Angeblich wurden diese von Hunimund dazu angestachelt. Allerdings litten die Skiren offenbar bereits vorher unter gotischen Expansionsbestrebungen, da ihnen Kaiser Leo Waffenhilfe gegen die Goten leistete. König Valamir fiel im Kampf gegen die Skiren, aber die Goten siegten dennoch. Thiudimir übernahm von da an die Herrschaft in Valamirs Reichsteil. Noch im selben Jahr schmiedete der Suebenkönig Hunimund gemeinsam mit weiteren Königen eine Allianz gegen die Ostgoten und griff an. Gleichzeitig marschierte ein oströmisches Heer auf Geheiß Kaiser Leos im Rücken der Goten auf, da dieser offenbar eine Vernichtung der pannonischen Goten verfolgte.

## Die Schlacht
Der Suebenkönig Hunimund vereinte sein Heer mit dem eines Königs namens Alarich, eines weiteren Sueben- oder eines Herulerkönigs. Des Weiteren folgten ihm Skiren unter Edika und dessen Sohn Hunulf sowie Sarmaten unter den Königen Beuka und Babai sowie gepidische und rugische Einheiten. Mit dieser Übermacht ging er gegen die Ostgoten vor, die zudem ein feindlich gesinntes oströmisches Heer im Rücken hatten. An der Bolia kam es zur Schlacht.
Der Ort der Schlacht ist heute unbekannt, da man den Namen Bolia keinem bekannten Fluss mehr zuordnen kann. Möglicherweise handelte es sich um die Eipel (Ipoly), einen slowakisch-ungarischen Grenzfluss. Dieser liegt allerdings links der Donau, was der Origo Gothica des Jordanes widerspricht, die den Fluss in Pannonien rechts der Donau verortet. Es ist denkbar, dass die Schlacht gegenüber der Eipelmündung an der Donau ausgetragen wurde. Die Goten besiegten die feindliche Koalition, worauf sich auch das oströmische Heer zurückzog. Edika fiel in der Schlacht, Hunimund gelang die Flucht. Das Jahr der Schlacht ist nicht völlig eindeutig zu bestimmen, da sich die genaue Datierung der Vorgänge an einer einzigen Quelle (Johannes von Antiochia) und einem Vorgang orientiert, dem Wechsel der Herrschaft von Valamir auf Thiudimir im Jahre 469. Allerdings starb Valamir nach dieser Quelle erst nach der Schlacht an der Bolia.

## Folgen der Schlacht
Die Goten gingen als Sieger aus der Schlacht hervor und festigten ihre Stellung in Pannonien. Kaiser Leo gab den Versuch auf, sie als potentielle Bedrohung auszulöschen. Stattdessen entließ Kaiser Leo Theoderich, den Sohn Thiudimirs, der bis dahin als Geisel in Konstantinopel lebte, in die Heimat. Vielleicht versuchte Ostrom in den pannonischen Goten nun ein Gegengewicht zu jenen Goten aufzubauen, die in oströmischen Diensten standen und durch Aspar und Theoderich Strabo großen Einfluss am Kaiserhof ausübten. Dennoch hatten die pannonischen Goten mit ihrem Sieg längerfristig betrachtet offenbar relativ wenig erreicht, da sie immer noch kein stabiles Reichsgebilde erschaffen hatten. Eine Ursache dürfte darin gelegen haben, dass die Goten zu großen Teilen Berufskrieger geworden waren, und damit auf Tribut- beziehungsweise Soldzahlungen oder Beutezüge angewiesen waren. Dies konnte in Pannonien offenbar trotz der Siege nicht mehr in ausreichendem Maße gewährleistet werden. Unter den Verlierern der Schlacht zeigten sich bald größere Auflösungserscheinungen. Odoaker, ein Sohn des gefallenen Skirenkönigs Edika, zog mit Skiren, Herulern und Rugiern nach Westen, um später, unterstützt durch die sonst nicht bekannten Turkilinger, in Italien König zu werden. Dagegen wandte sich Hunulf, der ältere Sohn Edikas nach Ostrom.
Auch der neu an die Macht gelangte Rugierkönig Flaccitheus, der an der Bolia nicht mitgekämpft hatte, versuchte sich dem Einfluss der Ostgoten zu entziehen und wollte mit seinem Volk nach Italien marschieren. Jedoch hinderten die Ostgoten sein Heer am Durchmarsch. Die Rugier verfolgten in den folgenden Jahren eine pro-gotische Politik. Im Winter des Jahres 469/70 oder 470/71 griffen die Goten ihrerseits Hunimund an, der daraufhin mit Teilen der Sueben nach Westen abwanderte, wo diese sich mit den Alamannen verbanden. Dabei verlor Hunimund offenbar sein Königtum. Vermutlich ist er mit jenem Anführer identisch, der zwischen 476 und 480 zusammen mit Alamannen die Stadt Passau überfiel. Die Teile der Sueben, die in Pannonien blieben, gerieten zunächst unter gotische Oberhoheit. Nach der Rückkehr Theoderichs aus Konstantinopel im Jahr 469/70 griff dieser unverzüglich Sarmaten an, die sich Singidunums bemächtigt hatten. Er besiegte die Sarmaten, wobei deren König Babai fiel, der die Schlacht an der Bolia überlebt hatte. Bereits im Jahr 473 verließen die Ostgoten Pannonien, wobei Thiudimir und sein Sohn Theoderich mit dem größeren Teil Richtung Balkan marschierten und Vidimir in Italien einfiel, um sich später mit den Westgoten zu vereinigen.